# Schizophyllum
Schizophyllum  (Fr.) è un genere cosmopolita di funghi lignicoli della famiglia delle Schizophyllaceae.

## Etimologia

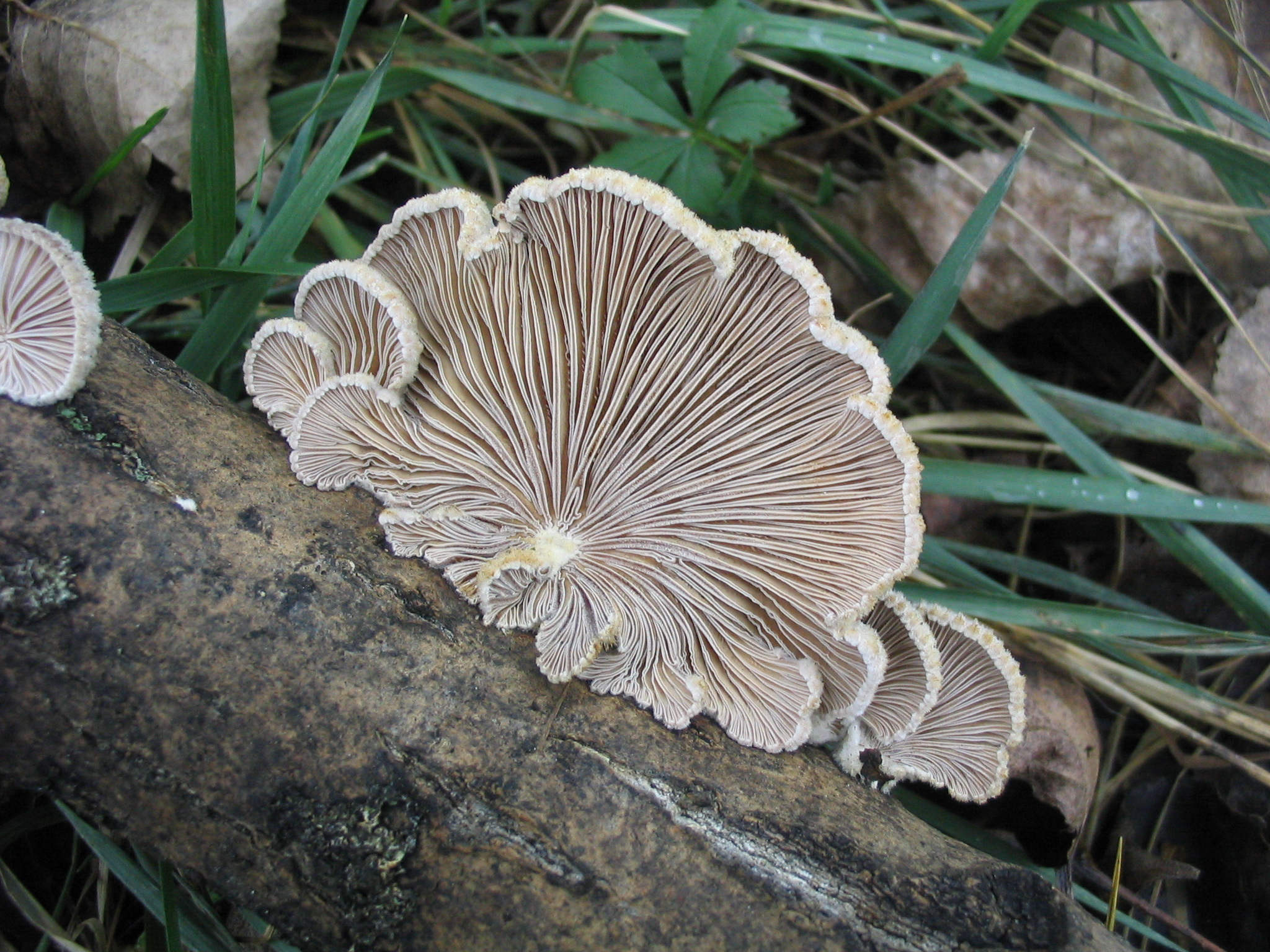
Vista delle lamelle in Schizophyllum commune

L'epiteto Schizophyllum deriva dall'unione dei due termini greci σχίζειν (skhízo, ovvero fendere) e φύλλον (fýllon, ovvero foglia). Foglia viene però in questo caso inteso nel senso di lamella. Il nome fa quindi riferimento alle lamelle del corpo fruttifero, che nella specie tipo del genere Schizophyllum commune, si dividono lungo il proprio filo.

## Tassonomia
Il genere è stato incluso dalla maggior parte dei micologi nella famiglia Agaricacee per le numerose somiglianze con questo tipo di funghi. Alcuni studiosi hanno invece espresso nel tempo opinioni diverse, ad esempio ipotizzando la sua derivazione dal genere Skepperia (fam. Thelephoraceae).

### Specie di Schizophyllum

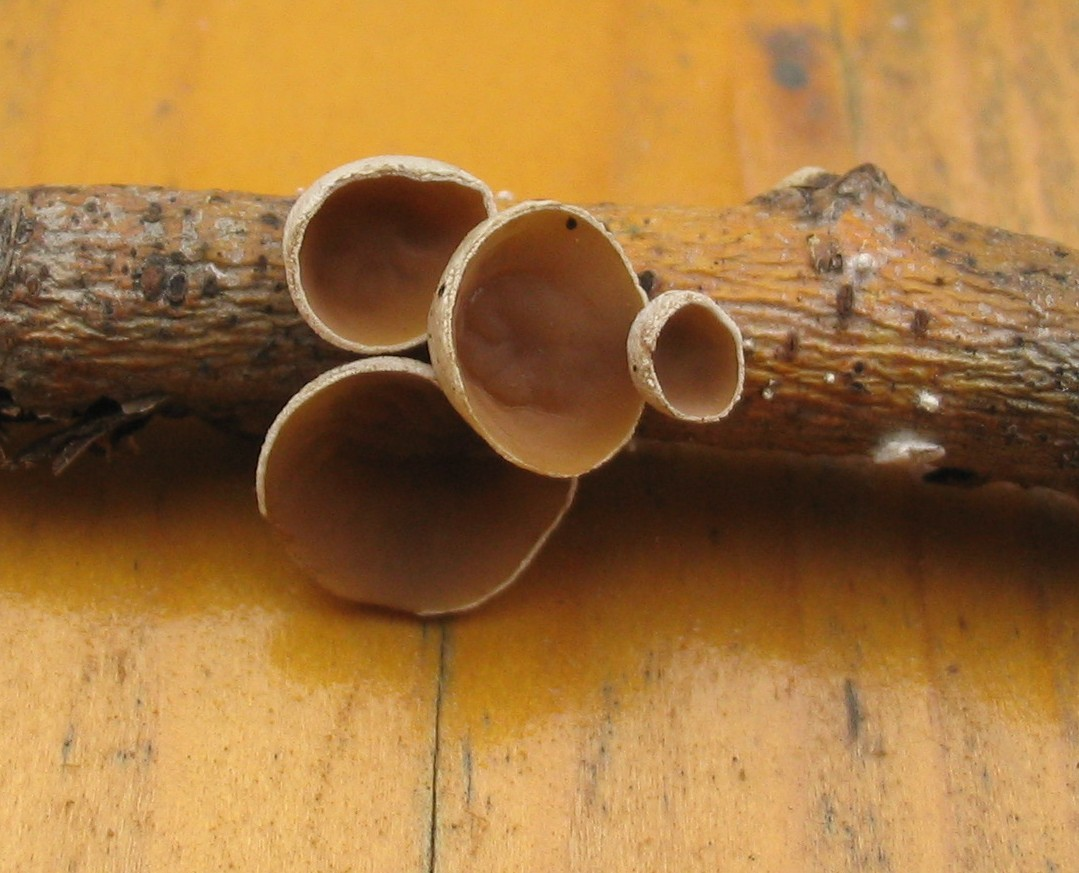
Schizophyllum amplum

La specie tipo del genere è Schizophyllum commune (Fr. (1815)).
Oltre ad essa il genere comprende altre cinque specie:
- Schizophyllum amplum.
- Schizophyllum fasciatum.
- Schizophyllum murrayi.
- Schizophyllum radiatum.
- Schizophyllum variabile.

### Sinonimi
I seguenti sinonimi sono riferibili al genere Schizophyllum:
- Apus Gray
- Ditiola P.Browne, 1756
- Flabellaria Persoon, 1818
- Hyponevris Paulet ex Earle, 1909
- Petrona Adanson, 1763
- Phaeoschizophyllum W.B.Cooke
- Rhipidium Wallroth, 1833
- Scaphophoeum  Ehrenberg ex Wallroth, 1833
- Schizonia  Persoon, 1828
- Schizophyllus Fr.